# 柳瀬橋自動車教習所
柳瀬橋自動車教習所（やなせばしじどうしゃきょうしゅうじょ）は、群馬県藤岡市にある群馬県公安委員会の指定自動車教習所である。

## 教習内容
- 普通自動車 第一種(MT/AT)・第二種(MT/AT)
- 準中型自動車
- 中型自動車 第一種・第二種
- 大型自動車 第一種・第二種
- 大型特殊自動車
- 牽引自動車
- 普通自動二輪車(MT/AT)
- 大型自動二輪車(ATのみ)

## グループ校
- 大渡自動車学校
- 前橋天川自動車教習所
- 佐野中央自動車教習所
- 赤城自動車教習所
- 南渋川自動車教習所
- 学校法人小倉学園
  - 群馬自動車大学校
  - 東京自動車大学校
  - 早稲田美容専門学校
  - 新宿鍼灸柔整専門学校

## 交通アクセス
- 北藤岡駅から徒歩15分